# Big Lake (Texas)
Big Lake è un comune degli Stati Uniti d'America, situato in Texas, nella contea di Reagan, della quale è anche il capoluogo.